# Боцарис, Димитрис Ноти
Димитрис Боцарис (греч.  Δημήτρης Μπότσαρης  1808, Ионические острова — 1892, Афины) — греческий военачальник из известного сулиотского военного клана. Сын одного из вождей сулиотов Нотиса Боцариса. Участник Освободительной войны Греции. В дальнейшем генерал-лейтенант армии Греческого королевства и министр.

## Биография
Родился в 1808 году прдположительно на Ионических островах, 4 года после того как сулиоты и клан Боцарисов сражаясь против турко-албанцев Али-паши Тепеленского были вынуждены оставить свои горы. 
Накануне Греческой революции вместе с отцом и другими сулиотами вернулся в родные горы и оборонял их. 
Вместе с отцом принял участие в третьей обороне Месолонгиона, и был в числе выживших из прорыва защитников города. 
В возрасте 17 лет, когда его отец принимал участие в 3-м Национальном собрании, Димитрис Боцарис принял командование его отрядом и воевал под командованием военачальника Караискакиса. 
Отличился в Битве при Фалероне.
После освобождения остался в армии. В период 1840-1844 году командовал батальоном артиллерии:334. 
Отмечен историографией в подготовке восстания 1843 года против баварца короля Оттона :109.
В 1854 году, в связи с Крымской войной (см. Греция в годы Крымской войны), вместе с Кицосом Дзавеласом и Теодоросом Гривасом, возглавил восстание в Эпире :469, поставив себе целью воссоединить регион с греческим государством. 
Боцарис действовал между горами Макринорос и Дзумерка. 
В 1861 году принял участие в восстании против баварца короля Оттона :499. 
В 1863 году стал военным министром в правительстве Диомидиса Кирьякоса.
Многократно был избран депутатом парламента. Был также представителем на Национальном собрании 1862 года. 
Дослужился до звания генерал-лейтенанта. Был награждён Большим крестом Ордена Спасителя. 
Умер в Афинах 10 сентября 1892 года.